# Kaijó Maru
Kaijó Maru (開陽丸) byla šroubová paroplachetní fregata námořnictva bakufu. Byla postavena v letech 1863 až 1866 v Nizozemsku pro Šógunát Tokugawa. Po přijetí do služby se stala vlajkovou lodí námořnictva bakufu. Hned na počátku války Bošin se v lednu 1868 zúčastnila bitvy u Awy a následně i ústupu šógunových jednotek na sever. V listopadu 1868 ztroskotala v bouři u Esaši na jihozápadě ostrova Hokkaidó.
Vrak byl objeven v roce 1968 a v letech 1974 až 1984 proběhlo vyzvednutí zachovalých částí. V dubnu 1990 byla dokončena replika Kaijó Maru, která je dnes vystavena v Kaijó Maru Kinen-kan (開陽丸記念館) v Esaši.

## Služba

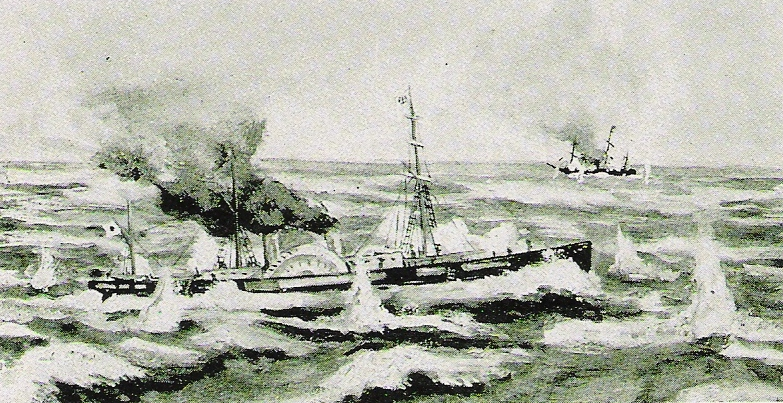
Kaijó Maru (v pozadí) v souboji s korvetou knížectví Sacuma Kasuga Maru (v popředí) během bitvy u Awy 28. ledna 1868